# Pentàpolis Annonària
La Pentàpolis Annonària o Pentàpolis Montana va ser una divisió administrativa de l'Imperi Romà d'Orient a la península Itàlica, així esmentada perquè estava formada pel territori de cinc ciutats (penta = 'cinc'; polis = 'ciutats') dedicades al comerç (annonàries) dins el Ducat de la Pentàpolis.
Aquestes ciutats sembla que van ser Fossombrone, Jesi, Cagli, Gubbio i Urbino. L'entitat va existir des de potser l'any 538 fins a la conquesta longobarda cap al 752.